# Medford (Oregon)
Medford – miasto (city), ośrodek administracyjny hrabstwa Jackson, w południowo-zachodniej części stanu Oregon, w Stanach Zjednoczonych, położone w dolinie Rogue Valley, nad strumieniem Bear Creek. W 2013 roku miasto liczyło 77 677 mieszkańców. 
Osada powstała w 1894 roku wokół stacji kolejowej Oregon and California Railroad. Oficjalne założenie miejscowości, nazwanej od miasta Medford w stanie Massachusetts, nastąpiło rok później. Medford rozwinęło się jako ośrodek produkcji gruszek i przemysłu drzewnego.
Obecnie miasto jest ośrodkiem turystyki – nieopodal znajdują się Park Narodowy Jeziora Kraterowego oraz pomnik narodowy Oregon Caves. W Medford siedzibę mają władze lasu narodowego Rogue River – Siskiyou.
Przez miasto przebiega autostrada międzystanowa nr 5.